# Куретаке-Мару
Куретаке-Мару — транспортне судно, яке під час Другої світової війни брало участь у операціях японських збройних сил на Тихому океані. 
Судно спорудили як SS Benicia в 1925 році на британській верфі Robert Duncan & Co. у Глазго для компанії Edgar John & Co. В 1928-му новим власником стала японська Tatsuuma Kisen, що перейменувала судно в «Куретаке-Мару» та використовувала його на лінях до США та Австралії. 
30 жовтня 1937-го, коли вже кілька місяців йшла Друга японо-китайська війна, Куретаке-Мару» вийшло з Осаки з військовслужбовцями одного з піхотних полків. 5 листопада конвой, до якого входило «Куретаке-Мару», прибув до затоки Ханчжоу (дещо південніше від Шанхаю), проте через нестачу десантних засобів висадка з судна почалась лише 10 листопада. 
У вересні 1941-го «Куретаке-Мару» реквізували для потреб Імперської армії Японії. 
1—9 грудня 1941-го судно пройшло з Токійської затоки на Палау (важлива база на заході Каролінських островів), а 16—17 грудня «Куретаке-Мару» та ще 16 транспортів вийшли з Палау і попрямували до острова Мінданао, маючи на борту підрозділи 56-ї та 16-ї піхотних дивізій, а також різноманітні підрозділи флоту. Після опівночі 20 грудня загін досягнув району Давао (південне узбережжя Мінданао) та почав висадку десанту, який вже до вечора оволодів цим містом.
22 грудня 1941-го «Куретаке-Мару» разом зі ще вісьмома транспортами вийшло з порту Давао для доставки десантного загону на острів Голо (архіпелаг Сулу). Ввечері 24 грудня почалась висадка, а вже уранці наступного дня Голо був узятий японцями під контроль.
Далі корабель повернувся в район Давао і 6 січня 1942-го «Куретаке-Мару» та ще 14 транспортних суден вийшли з Дал'яо (поблизу Давао), маючи на борту сили вторгнення на острів Борнео. Ввечері 10 січня загін досяг району острова Таракан (важливий центр нафтовидобувної промисловості), а невдовзі після опівночі 11 січня почалась висадка.
21 січня 1942-го «Куретаке-Мару» та ще 14 транспортів рушили для висадки десанту в розташованому південніше іншому центрі нафтовидобувної промисловості — Балікпапані. 23 січня на переході конвой був атакований літаками, яким вдалось потопити один з транспортів, тоді як інші ввечері того самого дня прибули до Балікпапану та почали висадку. У перші години 24 січня американські есмінці атакували сили вторгнення і змогли потопити й пошкодити ще кілька суден. Зокрема, есмінець USS Paul Jones та  USS John D. Ford атакував торпедами та артилерійським вогнем «Куретаке-Мару». Судно затонуло і разом ним загинуло 272 військовослужбовці та 6 членів екіпажу.